# 徐家洲遗址
徐家洲遗址是位于武汉黄陂城关西北约17公里处徐家洲湾的一处古文化遗址。遗址三面环水，北达龙兴河，南至阮家港湾，占地约7000平方米，文化层0.8-1.5米。出土有龙山文化（夹砂陶折沿罐）、商代（泥制灰陶和夹砂红褐陶鬲足，绳纹）、西周（夹砂陶鬲足和鬲身残片，绳纹）器物。1987年列入区级文物保护单位。